# Cephalocoema insolita
Cephalocoema insolita är en insektsart som beskrevs av Piza Jr. 1979. Cephalocoema insolita ingår i släktet Cephalocoema och familjen Proscopiidae. Inga underarter finns listade i Catalogue of Life.